# Slurry
Slurry este un oraș din Africa de Sud.